# Michaił Lilje
Michaił Iwanowicz Lilje, ros. Михаил Иванович Лилье (ur. 10 lutego 1868, zm. 1941 we Francji) – rosyjski wojskowy (pułkownik), emigracyjny wykładowca i memuarysta.

## Życiorys
W 1887 r. ukończył władimirski korpus kadetów w Kijowie, zaś w 1889 Konstantynowską Szkołę Wojskową. Służył w stopniu podporucznika w 6 Batalionie Saperów. W 1892 r. awansował na porucznika. Następnie przeniesiono go do szefostwa inżynierii moskiewskiego okręgu wojskowego. W 1896 r. ukończył nikołajewską akademię inżynierską w Sankt Petersburgu. Otrzymał stopień sztabskapitana. W 1898 r. w stopniu kapitana przeniesiono go do zarządu inżynierskiego priamurskiego okręgu wojskowego. Od 1899 r. służył w sztabie władywostockiego fortecznego zarządu inżynierskiego. Od 1900 r. kierował pracami fortecznymi Port Artur. Uczestniczył w obronie twierdzy. Po klęsce wojsk rosyjskich z Japończykami w 1905 r., został odkomenderowany do petersburskiego okręgu wojskowego. Służył w twierdzy Kronsztad. W 1906 r. objął funkcję oberoficera sztabowego 2. sanktpetersburskiego oddziału inżynieryjnego. Tymczasowo był dowódcą nowogródzkiej grupy inżynierskiej. W 1908 r. mianowano go podpułkownikiem. W 1910 r. stanął na czele komisji remontowej sanktpetersburskiego zarządu inżynierskiego. W 1912 r. przeszedł do rezerwy. W 1915 r. powrócił do armii. Brał udział w I wojnie światowej. Objął funkcję starszego kierownika robót fortecznych Frontu Północnego w Finlandii. Doszedł do stopnia pułkownika. W grudniu 1917 r. został zwolniony ze służby wojskowej. Podczas wojny domowej wyjechał do Polski. Następnie zamieszkał we Francji. Od 1930 r. wykładał na wojskowych kursach technicznych w Paryżu. W 2002 r. zostały opublikowane jego wspomnienia z okresu wojny rosyjsko-japońskiej pt. Dniewnik osady Port-Artura.